# Nécropole nationale de Cerny-en-Laonnois
Pour un article plus général, voir Sites funéraires et mémoriels de la Première Guerre mondiale (Front Ouest).
La nécropole nationale Cerny-en-Laonnois, est un cimetière de guerre français de la Première Guerre mondiale situé sur le territoire de la commune de Cerny-en-Laonnois dans le département français de l'Aisne. Le cimetière se situe à proximité du mémorial du Chemin des Dames.

## Historique
La nécropole de Cerny-en-Laonnois a été érigée au cours de la Première Guerre mondiale afin de recueillir les corps des combattants tués lors des batailles du Chemin des Dames.
Aménagée de 1919 à 1925 pour recevoir les corps exhumés des cimetières des communes de Beaulne,  Paissy,  Braye-en-Laonnois,  Moulins tombés lors des combats des plateaux de Vauclerc de Vendresse et de Troyon ; la nécropole a été rénovée en 1972.

## Caractéristiques
Le cimetière militaire de 13 515 m2 abrite 5 204 corps de soldats, 5 150 français dont 2 386 corps en ossuaires. Parmi eux se trouvent les corps de 54 soldats russes.

## Galerie de photographies

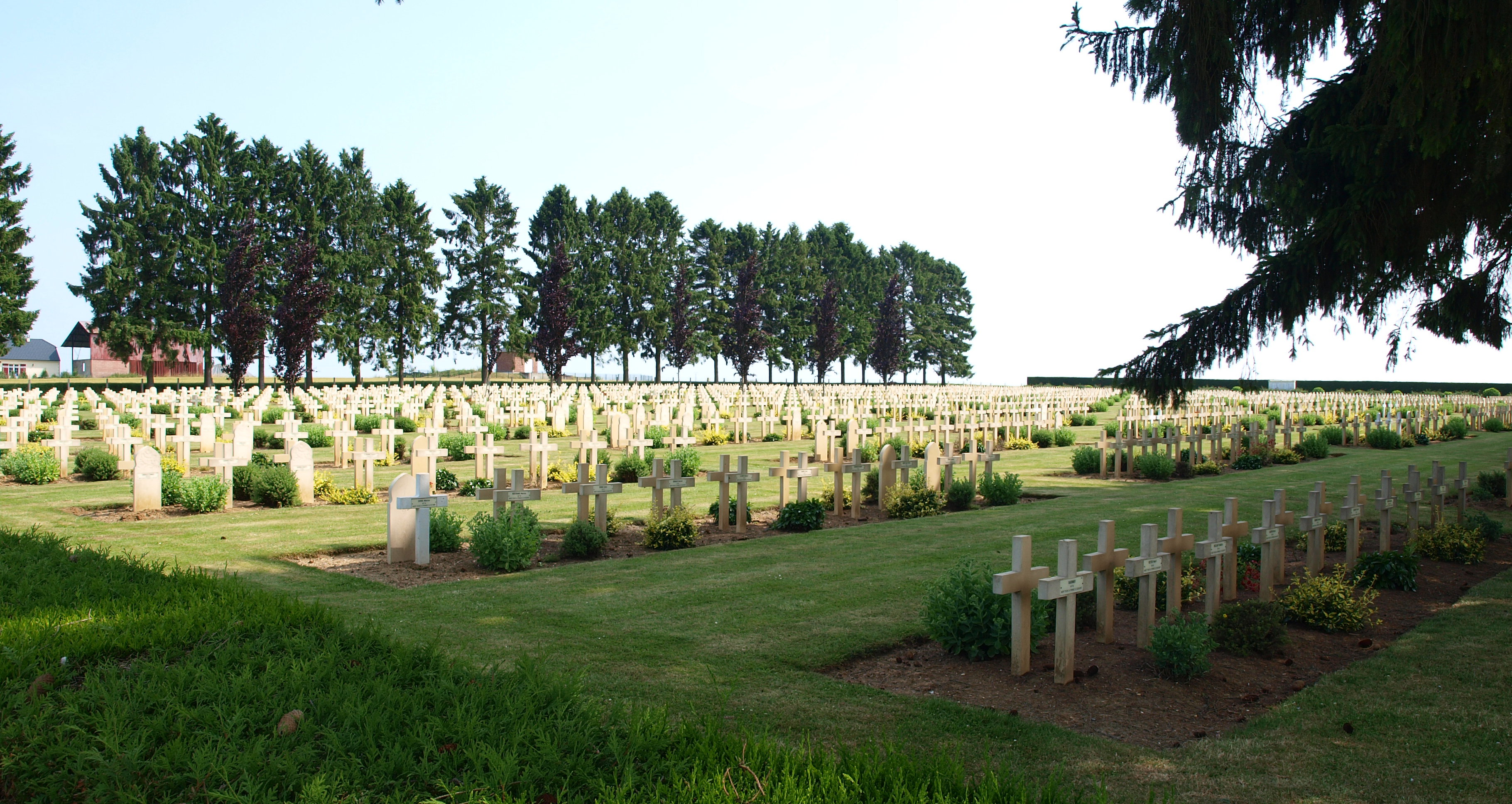
Vue du cimetière depuis l'entrée
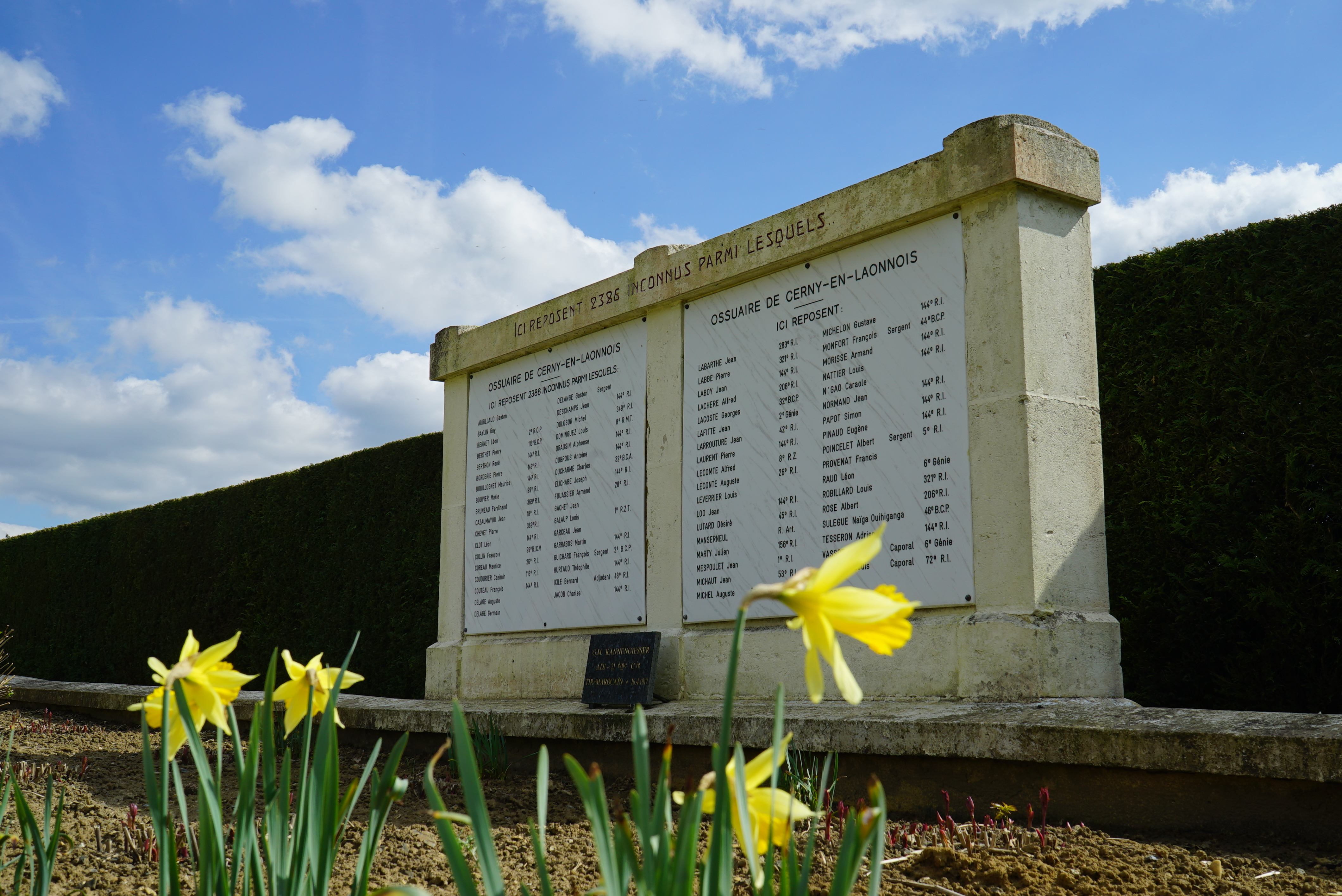
L'ossuaire
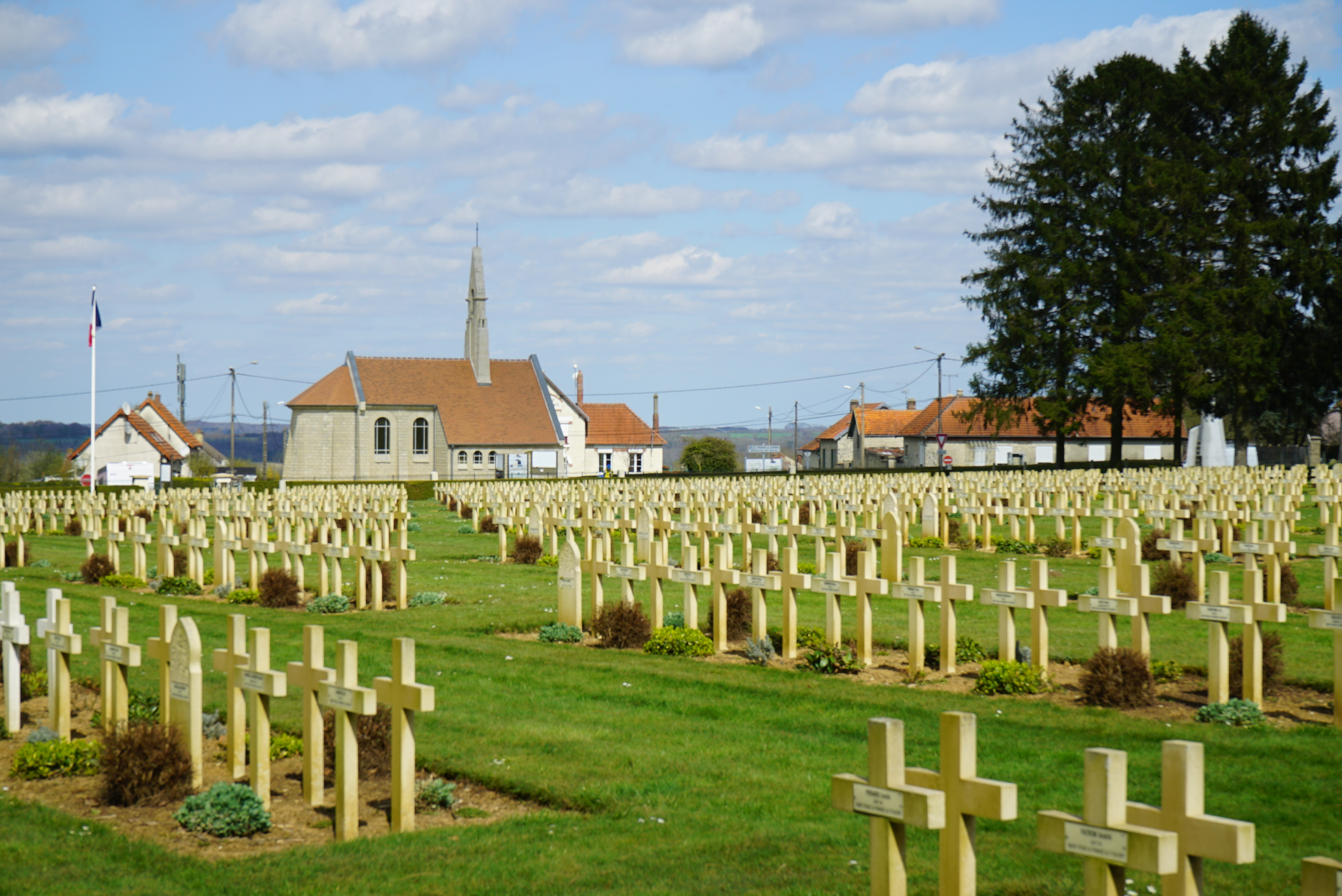
Vue du cimetière avec le mémorial du Chemin des Dames à l'arrière plan
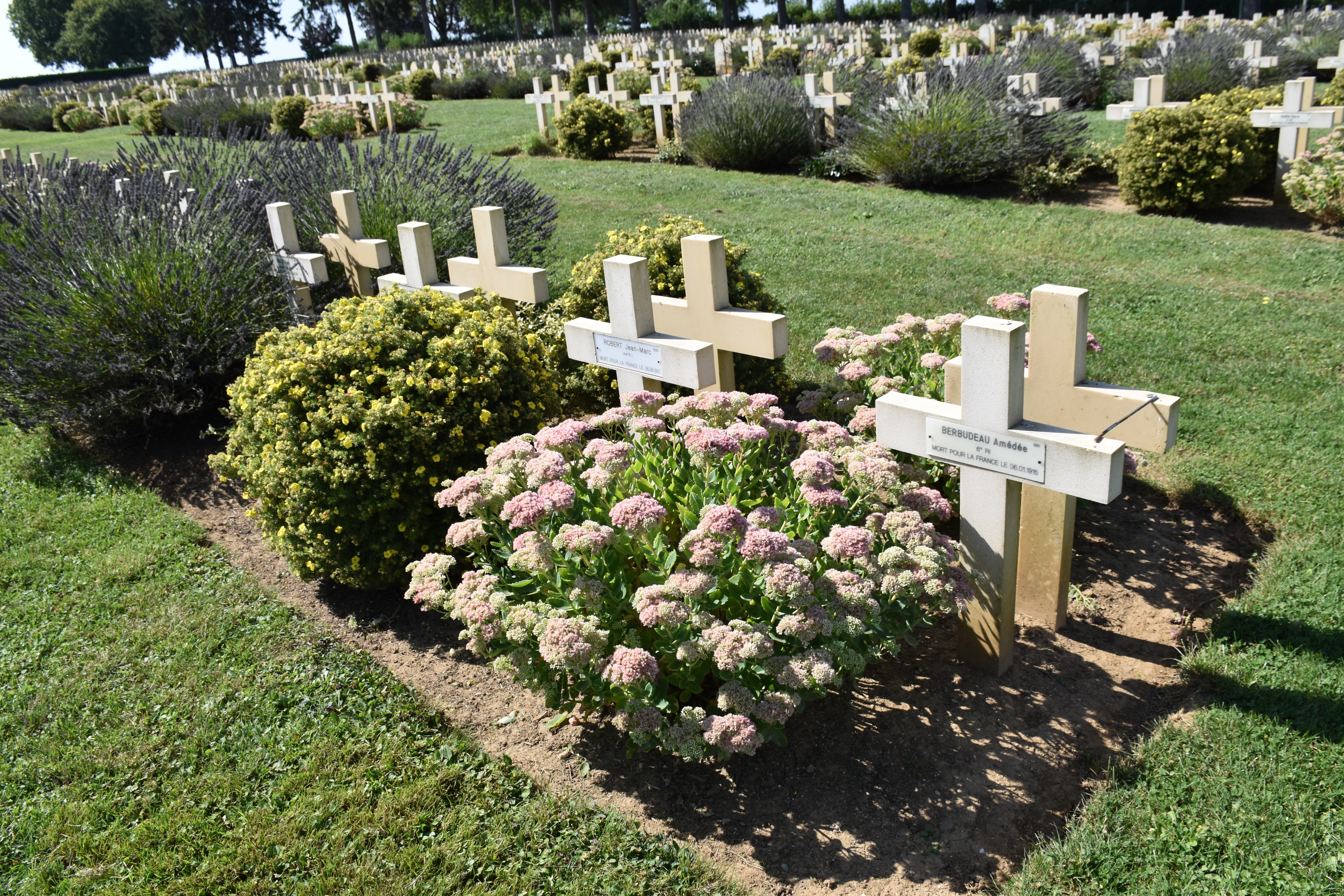
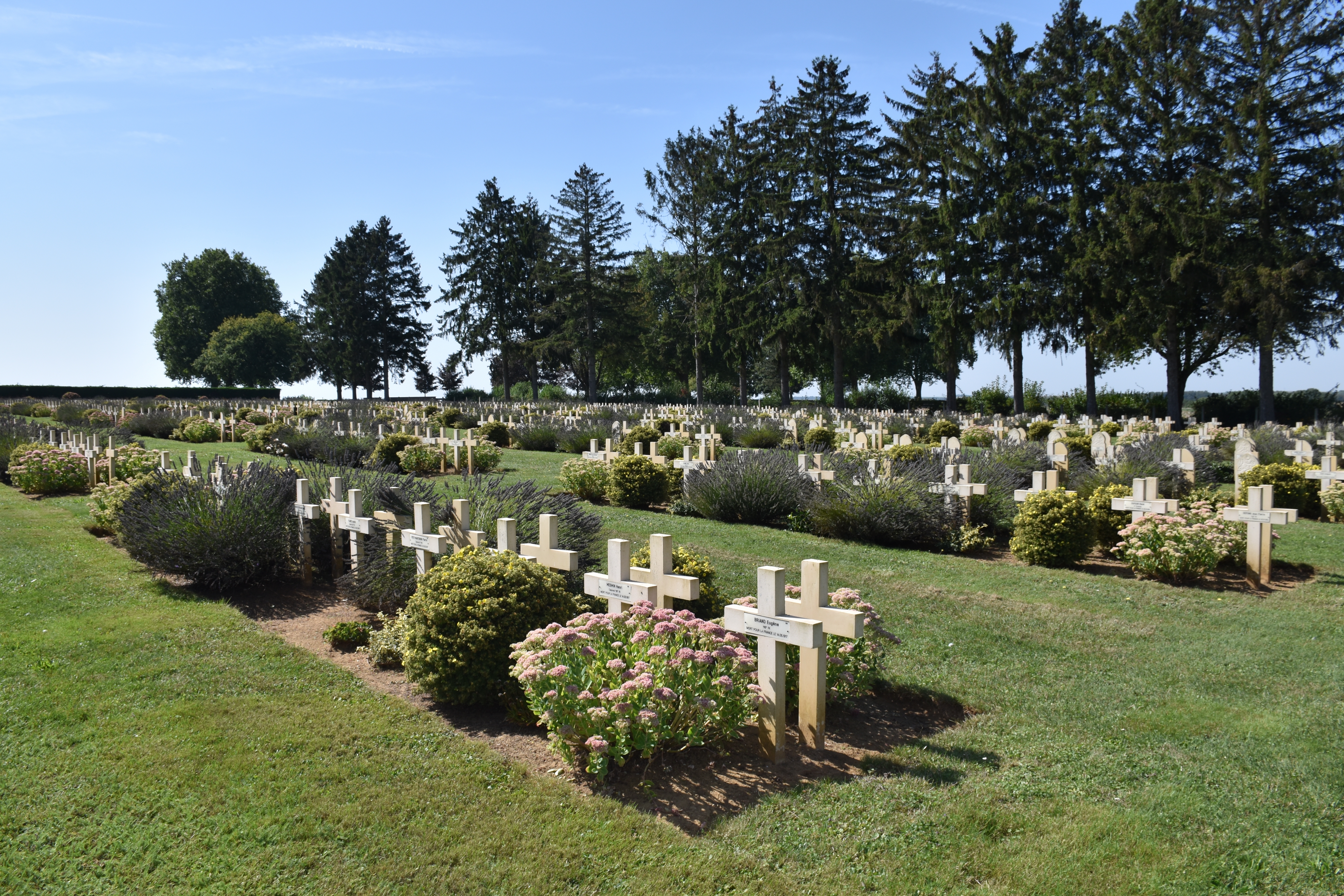
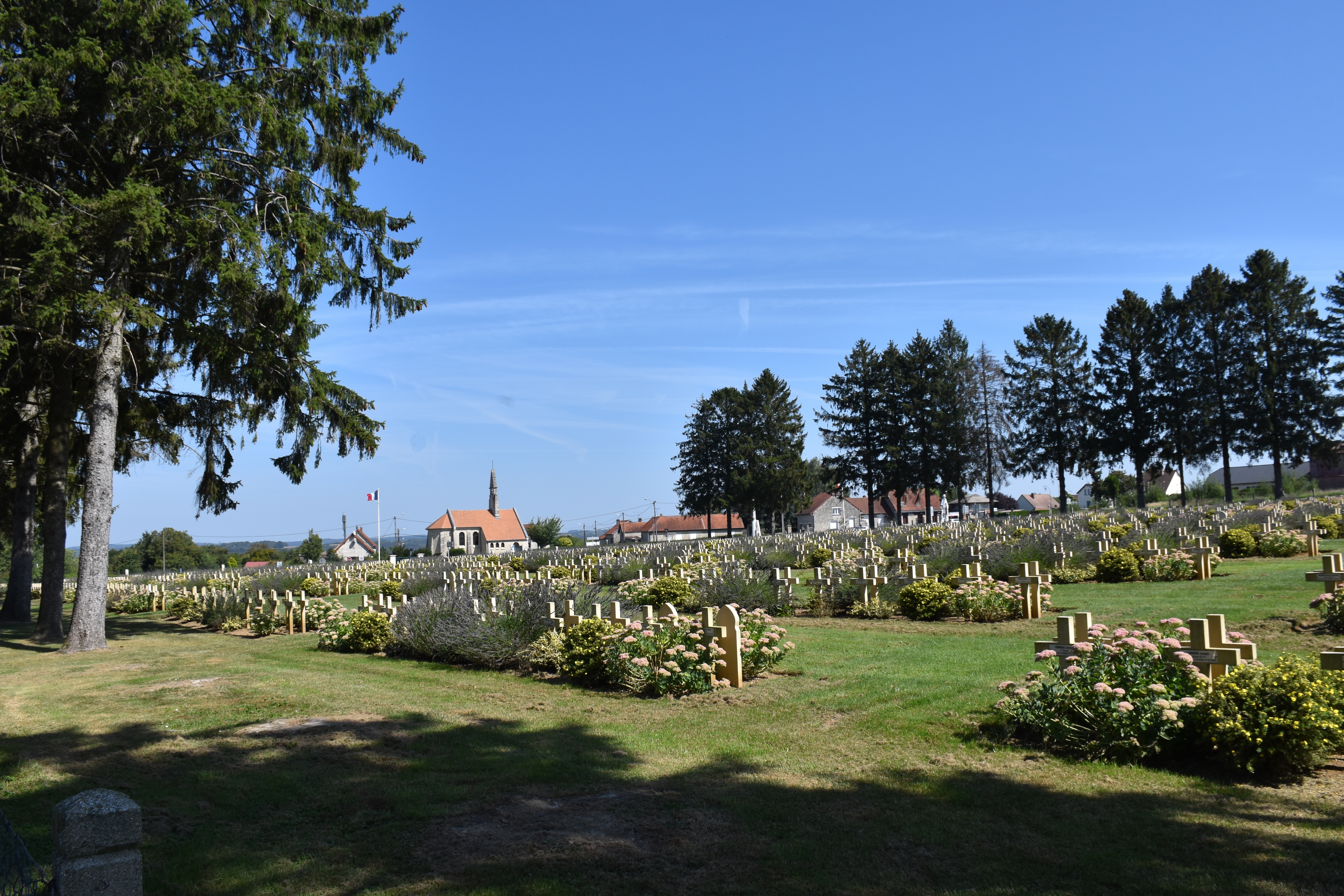